# Döbelns park

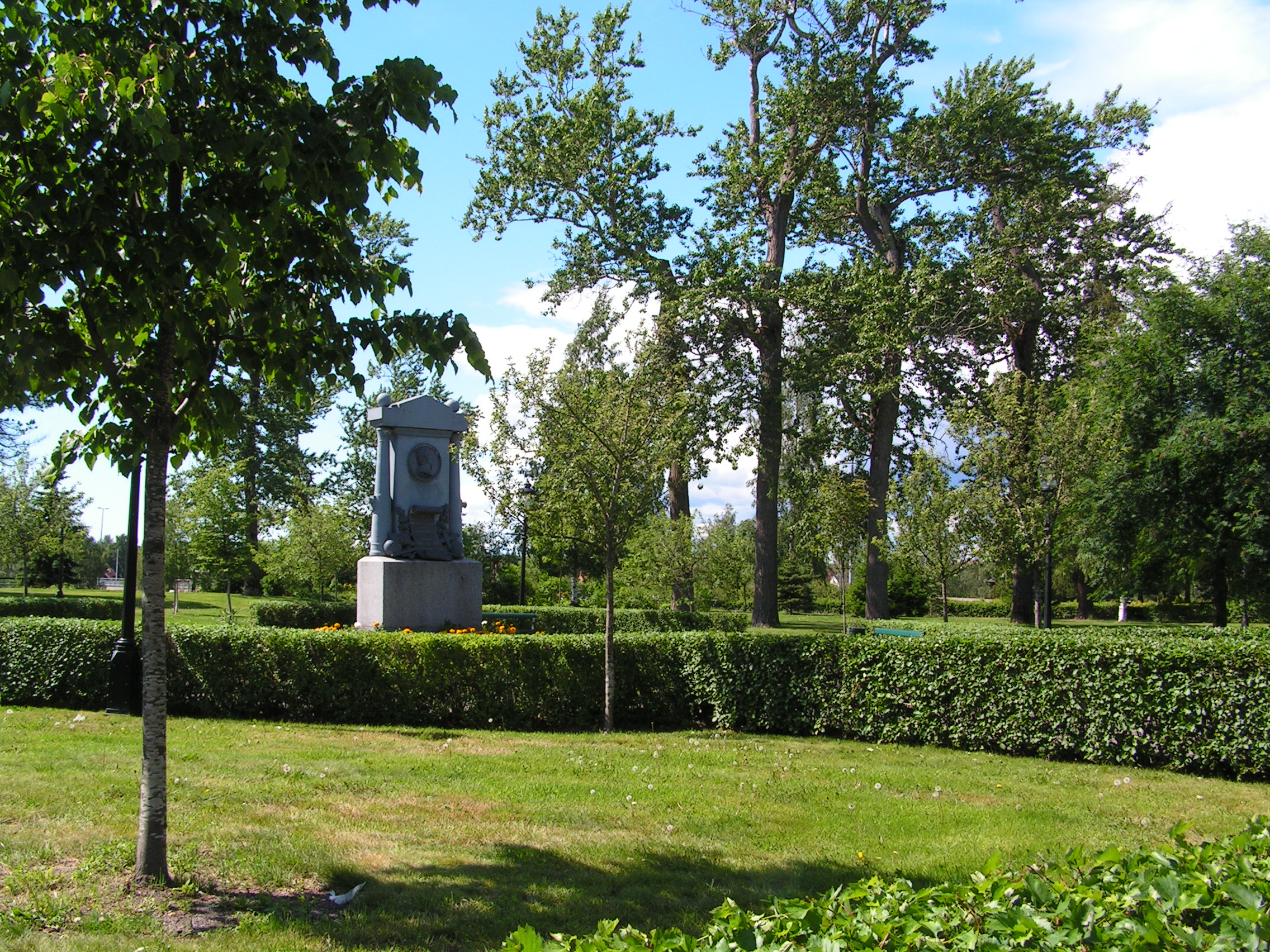
Monument dedicat a Georg Carl von Döbeln al Döbelns park, del qual pren el nom

El Döbelns park és un parc al centre de la ciutat d'Umeå (Suècia). Va ser el primer parc de la ciutat, creat el 1865, i en ell se celebren espectacles de teatre i música. El parc està situat entre la residència del comtat, i els carrers Östra Kyrkogatan, Storgatan i Östra Strandgatan.
Es va construir en 1865 en part dels terrenys de la residència del comtat, després d'una resolució parlamentària que dictaminava que aquells terrenys devien ser cedits a la ciutat. Va ser construir com un parc anglès, amb camins que serpentejaven i patis. El 1867 es va alçar un monument de ferro colat, d'autor desconegut, en memòria del general Georg Carl von Döbeln. El parc es va anomenar primer Stadsträdgården (que en suec vol dir «Parc de la ciutat»), però reanomenat després degut al monument que hi ha allí.
Des de 1920 hi ha un gran escenari al mig del parc. Va ser construït per a proporcionar un escenari permanent a esdeveniments culturals que es venien fent al parc. L'escenari és octogonal i té un sostre de coure amb volta amb una lira d'or com adorn.